# Maksim Vadimovich Bulimov
Maksim Vadimovich Bulimov (tiếng Nga: Максим Вадимович Булимов; sinh ngày 10 tháng 1 năm 1997) là một cầu thủ bóng đá người Nga thi đấu cho FC Pskov-747.

## Sự nghiệp câu lạc bộ
Anh có màn ra mắt tại Giải bóng đá chuyên nghiệp quốc gia Nga cho FC Pskov-747 ngày 10 tháng 4 năm 2016 trong trận đấu với FC Tekstilshchik Ivanovo.